# رحيم المالكي
رحيم طاهر جناح المالكي شاعر شعبي عراقي ولد في محافظة ميسان قضاء الكحلاء. له من الاولاد، حيدر وعلي وسجى وضحى وصدى. أحد أهم الشعراء الشعبيين وقارئي القصيدة الحسينية. قتل في بغداد مع محافظ الأنبار الأسبق فصال القعود عام 2007.

## حياته
انتقلت عائلته إلى بغداد بعد وفاة والده وأكمل الدراسة الإعدادية في عام 1986م. أسس مع الشاعر فالح حسون الدراجي منتدى الشعر الشعبي في مدينة الثورة (تُسمى مدينة الصدر حالياً)، في بداية الثمانينات. اُعتقل في عام 2001 بحجة تأليب الرأي العام ضد النظام وبعد سقوط النظام عمل في فضائيات الفيحاء قضى خلالها قرابة العام وبعد ذلك عمل في فضائية العراقية ليقدم من خلالها أهم البرامج وهو (هواجس) وبرنامج (مضايف).

## مقتله
قُتل في تفجير انتحاري في فندق المنصور ميليا بتاريخ 25 يونيو 2007.